# 아마두 디아와라
아마두 디아와라(프랑스어: Amadou Diawara, 1997년 7월 17일 ~ )는 기니의 축구 선수이다. 그의 포지션은 수비형 미드필더로, 현재 벨기에 퍼스트 디비전 A의 안데를레흐트에서 활약하고 있다.

## 클럽 경력

### 초기 경력
아마두 디아와라는 기니의 코나크리에서 태어났다. 2014년에 디아와라는 레가 프로의 산 마리노에 입단하였다.

### 볼로냐
산 마리노에서 뛰는 동안, 볼로냐의 단장 판탈레오 코르비노는 그의 재능을 알아보고 2015년 7월에 이적료 £420,000로 그를 볼로냐로 데려왔다. 2015년 8월 22일, 디아와라는 라치오와의 원정 경기에서 84분에 로렌초 크리세티그와 교체되어 들어가 볼로냐에서 세리에 A 데뷔전을 치렀다.

### 나폴리
2016년 8월 26일, 디아와라는 같은 세리에 A 팀인 나폴리로 이적하였다. 2017년 10월 17일, 디아와라는 맨체스터 시티와의 챔피언스리그 경기에서 페널티킥을 성공시키며 데뷔골을 넣었다. 2018년 4월 8일, 그는 키에보베로나와의 경기에서 세리에 A 데뷔골과 나폴리에서의 두 번째 골을 기록했다.

### 로마
2019년 7월 1일, 디아와라는 2024년까지 로마와 계약을 맺고 이적하였다.

### 안데를레흐트
2022년 8월 31일, 디아와라는 안데를레흐트와 3년 계약을 맺고 이적하였다.

## 국가대표팀 경력
디아와라는 기니에서 태어났지만, 2014년부터 이탈리아에서 축구를 했고, 이탈리아 시민권을 확보했다. 2018년 이탈리아 축구 국가대표팀 감독 잔 피에로 벤투라는 디아와라의 차출을 시도했다. 그러나, 그는 2018년 3월에 조국인 기니 축구 국가대표팀을 선택했다. 그리고 2018년 10월에 국가대표팀에 차출되었다. 디아와라는 2018년 10월 12일, 2-0으로 이긴 르완다 축구 국가대표팀과의 2019년 아프리카 네이션스컵 예선 경기에서 기니 국가대표팀 일원으로 데뷔했다.

## 수상 내역
로마
- UEFA 유로파컨퍼런스리그: 2021–22